# Andreas Möller
Andreas Möller (* 2. září 1967, Frankfurt nad Mohanem) je bývalý německý fotbalový útočník. V dresu Německa vyhrál Mistrovství světa ve fotbale 1990 a Euro 96.
Hrával jako tvůrce hry a byl známý díky svým přihrávkám do gólových šancí.
Na klubové úrovni hrál Möller za Eintracht Frankfurt (1985–87, 1990–92, 2003–04), Borussii Dortmund (1988–90, 1994–2000), Juventus (1992–94), a Schalke 04 (2000–03). V dresu Juventusu v roce 1993 vyhrál Pohár UEFA, když zdolal Borussii Dortmund celkovým skóre 6-1. Později v roce 1997 vyhrál Ligu mistrů v dresu Dortmundu, kdy zdolal svůj bývalý klub Juventus 3-1. Za Německo odehrál 85 zápasů, ve kterých nastřílel 29 gólů. Kromě dvou vítězných turnajů reprezentoval Německo i na mistrovství světa ve fotbale 1994 a 1998 a také na Euro 92.
Möller nehrál ve finále MS 1990 a byl suspendován pro finále Eura 96 poté, co dostal žlutou kartu v semifinálovém zápase proti Anglii. V tomto střetnutí proměnil vítězný pokutový kop v penaltovém rozstřelu.
V červnu 2007 začal trenérskou kariéru v klubu Viktoria Aschaffenburg, který hrál v regionální lize v Hesensku. V roce 2008 se stal sportovním ředitelem klubu Kickers Offenbach.

## Úspěchy

### Klubové
- 2× vítěz Bundesligy (1994/95, 1995/96)
- 3× vítěz německého poháru (1989, 2001, 2002)
- 2× vítěz německého Superpoháru (1995, 1996)
- 1× vítěz Poháru UEFA (1993)
- 1× vítěz Ligy mistrů (1997)
- 1× vítěz Interkontinentálního poháru (1997)

### Reprezentační
- zlato z MS (1990)
- zlato z ME (1996)